# Francina Armengol Socías
Francesca Lluc Armengol Socías, coneguda com a Francina Armengol (Inca, Mallorca, 11 d'agost de 1971), és una farmacèutica i política mallorquina. Entre el 2015 i el 2023 fou Presidenta del Govern de les Illes Balears i presideix el Congrés dels Diputats d'Espanya des del 17 d'agost del 2023.
Va ser secretària general de la Federació Socialista de Mallorca des de l'any 2000 i membre del Comitè Federal del PSOE des d'aquest mateix any. Va ser presidenta del Consell Insular de Mallorca entre els anys 2007-2011. És la portaveu parlamentària i secretària general del PSIB-PSOE des de 2012. A les eleccions generals espanyoles de 2023 fou candidata del PSOE per la circumscripció electoral de les Illes Balears obtenint l'acta de diputada al Congrés, renunciant a l'acta de diputada al Parlament de les Illes Balears el 24 de juliol de 2023. El 17 d'agost del 2023, durant la constitució de les Corts Generals de la XV Legislatura Espanyola, fou elegida com a Presidenta del Congrés dels Diputats.
El 2025 fou inclosa a la llista Forbes de les 50 dones més influents de les Balears.

## Biografia
Filla de qui fou batlle d'Inca entre 1991 i 1995 i destacat militant socialista, Jaume Armengol Coll, Francina Armengol es llicencià el 1995 en Farmàcia per la Universitat de Barcelona. També feu un postgrau en Dermofarmàcia i estudis de Dret per la Universitat Oberta de Catalunya. En acabar els estudis va treballar a la farmàcia familiar fins al 1999.

### Política balear
Inicià la seva carrera política com a regidora a l'Ajuntament d'Inca entre 1998 i 2000. Al Consell Insular de Mallorca fou consellera i portaveu del PSIB-PSOE entre 1999 i 2004. Al Parlament Balear fou diputada i portaveu adjunta entre 1999 i 2003, ocupant el càrrec de portaveu des de març de 2004 fins a les eleccions al Parlament de les Illes Balears de 2007. Com a diputada, fou ponent de la Llei de Paritat, aprovada pel parlament balear el 2002, així com de l'Estatut d'Autonomia de les Illes Balears, el qual va defensar amb una intervenció al Congrés dels Diputats el 2007.
Va ser secretària de la Dona del PSIB-PSOE (1997-2000) i vicesecretària general de la Federació Socialista de Mallorca (1997-2000), abans de ser elegida secretària general de la Federació Socialista de Mallorca l'any 2000, reelegida als Congressos Insulars de 2004 i 2008. També és secretària executiva de la Comissió Executiva Federal del PSOE des de juliol 2004. Durant la seva gestió al capdavant de la Federació insular va aconseguir presentar el major nombre de candidatures municipals (50) a la història del PSOE a Mallorca durant l'any 2003.
Va ser la presidenta del Consell de Mallorca des del 7 de juliol de 2007 pel pacte entre el PSIB, Bloc per Mallorca i Unió Mallorquina. Durant el seu mandat es va modificar el Pla Territorial de Mallorca, eliminant les polèmiques ART creades durant la legislatura 2003-2007, es va modificar la política social a través del nou Institut Mallorquí d'Afers Socials, es va declarar La Sibil·la com a Patrimoni Cultural Immaterial de la UNESCO, es va crear l'Assemblea de Batles de Mallorca, es va impulsar la candidatura de la Serra de Tramuntana a Patrimoni de la Humanitat per la UNESCO, i es va obrir al públic la finca de Raixa després de la seva restauració. S'han rebut noves competències com les de Caça, Artesania i Activitats Classificades. Amb bona part dels dirigents d'Unió Mallorquina implicats en casos de corrupció com cas Can Domenge, cas Maquillatge, cas Son Oms o el cas Peatge el pacte de govern es va trencar en setembre de 2009 amb la dimissió dels membres d'UM, i Armengol va haver de governar en minoria.
Francina Armengol fou la candidata pel PSIB-PSOE al Consell de Mallorca per a les eleccions de maig de 2011. Va ser nomenada secretària general del PSIB-PSOE el 26 de febrer de 2012. Va presidir la Conferència Política del PSOE al mes de novembre de 2013. Va guanyar les primàries per a la candidatura a la Presidència del Govern el 13 d'abril de 2014, contra Aina Calvo. Armengol obtingué un 54,85% dels vots i guanyà les eleccions. El 2021 el PSIB-PSOE va votar i proclamar els nous òrgans de direcció de la formació, com són la Comissió Executiva amb Armengol al capdavant, aprovada amb el 83% de vots a favor, els membres del Comitè Federal del PSOE, amb un 84% de vots a favor, la Comissió d’Ètica i Garanties, amb el 86% dels vots a favor i el Consell Polític, amb el 82% dels vots a favor.

### Presidència del govern balear
A les eleccions al Parlament Balear de 2015 la seva candidatura va quedar per darrere de la del Partit Popular, tanmateix el 30 de juny de 2015 fou investida Presidenta del Govern de les Illes Balears amb el suport de Més, Podem i Gent per Formentera, essent la primera dona a presidir un govern en la història de les Balears, i durant la seva legislatura revertí les molt criticades accions en política cultural i lingüística que va dur a terme el govern de José Ramón Bauzá Díaz, mitjançant la derogació de la llei de símbols, el retorn de les Illes Balears a l'Institut Ramon Llull i el retorn del català als serveis públics i altres mesures. A les eleccions de 2019 fou reelegida amb un govern de pacte del Partit Socialista, Podem i MÉS per Mallorca amb el suport extern de Més per Menorca i Gent per Formentera.
A les eleccions al Parlament Balear de 2023, el PP va guanyar les eleccions, i Armengol es va acomiadar com a Presidenta el juny del mateix any, defensant el seu estil de govern dialogant, al foment de la salut pública i universal, la implementació d'una llei de residus, d'una llei de canvi climàtic i transició energètica i una llei del turisme per intentar lluitar contra la contra la massificació turística. Altres lleis desenvolupades durant el seu mandat són la llei LGTBI, la llei d’igualtat, la llei de fosses o la llei de memòria democràtica.

### Presidència del Congrés
Després de la derrota electoral a les eleccions al Parlament Balear, fou nomenada candidata del PSOE per la circumscripció electoral de les Illes Balears obtenint l'acta de diputada al Congrés a les eleccions generals espanyoles de 2023. Posteriorment, durant la constitució de la cambra baixa el 17 d'agost de 2023, fou elegida com a Presidenta del Congrés dels Diputats. sent la primera que en permet l'ús del català, el basc i el gallec.
És membre d'Apotecaris Solidaris i de l'Obra Cultural Balear.